# The Man and the Woman
The Man and the Woman é um filme mudo norte-americano em curta-metragem, do gênero dramático, dirigido por D. W. Griffith em 1908.

## Sinopse
Casada com o irmão de um ministro, uma jovem se vê infeliz em seu matrimônio. Anos depois de abandonar sua família, seu marido reaparece em sua vida, junto com o filho que ela deixou para trás.

## Elenco
- George Gebhardt ... Tom Wilkins
- Linda Arvidson ... Gladys
- Charles Inslee
- Harry Solter